# Supershitty to the Max!
Supershitty to the Max! è il primo album in studio del gruppo musicale rock svedese The Hellacopters, pubblicato nel 1996.

## Tracce
1. (Gotta Get Some Action) NOW! – 3:16
2. 24h Hell – 1:33
3. Fire, Fire, Fire – 1:31
4. Born Broke – 4:13
5. Bore Me – 3:18
6. Tab – 5:34
7. How Could I Care – 3:52
8. Didn't Stop Us – 1:46
9. Random Riot – 1:44
10. Fake Baby – 2:59
11. Ain't No Time – 2:56
12. Such a Blast – 2:13
13. Spock in My Rocket – 22:16

## Ristampa
Per celebrare il ventennale, è stata pubblicata una ristampa per il Record Store Day.